# Llista de municipis dels Països Baixos

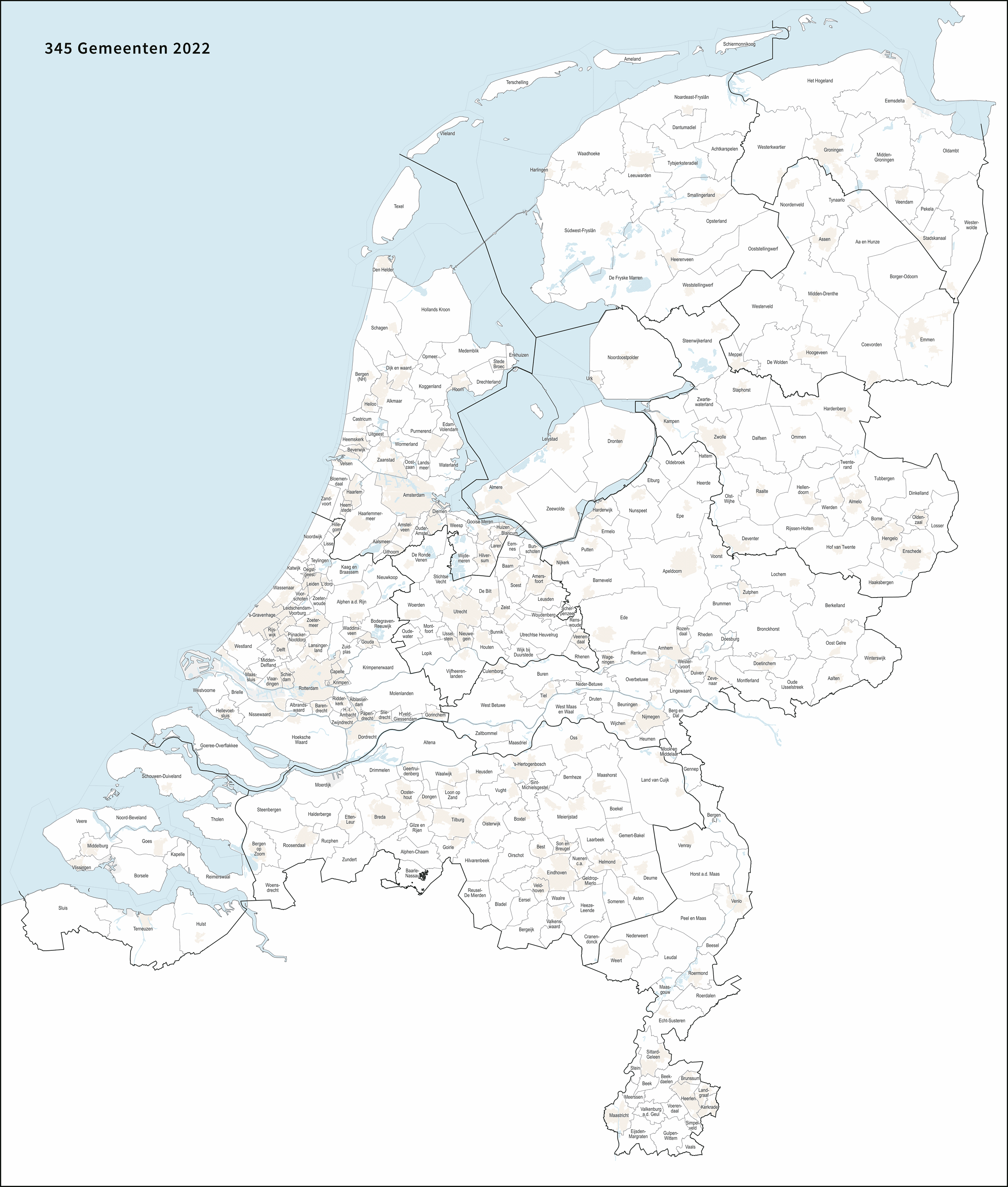
Els municipis dels Països Baixos al 2022.

Aquesta és una llista dels 380 municipis dels Països Baixos a data del 2018.
També existeixen tres cossos oberts que són tractades de manera gairebé idèntica que els municipis especials:
- Bonaire
- Saba
- Sint Eustatius

A B C D E F G H I
J K L M N O P Q R
S T U V W X Y Z

### A
| - Aa en Hunze - Aalburg - Aalsmeer - Aalten - Achtkarspelen                                                                | - Alblasserdam - Albrandswaard - Alkmaar - Almelo - Almere                                                              | - Alphen aan den Rijn - Alphen-Chaam - Ameland - Amersfoort - Amstelveen                                         | - Amsterdam - Apeldoorn - Appingedam - Arnhem - Assen                                                  | - Asten                                                                            |  |
| B | | | |                                                                                    |  |
| - Baarle-Nassau - Baarn - Barendrecht - Barneveld - Bedum - Beek - Beemster - Beesel                                       | - Berg en Dal - Bergeijk - Bergen (Holanda del Nord) - Bergen (Limburg) - Bergen op Zoom - Berkelland - Bernheze - Best | - Beuningen - Beverwijk - Binnenmaas - Bladel - Blaricum - Bloemendaal - Bodegraven-Reeuwijk                     | - Boekel - Borger-Odoorn - Borne - Borsele - Boxmeer - Boxtel - Breda                                  | - Brielle - Bronckhorst - Brummen - Brunssum - Bunnik - Bunschoten - Buren         |  |
| C | | | |                                                                                    |  |
| - Capelle aan den IJssel - Castricum - Coevorden - Cranendonck - Cromstrijen                                               | - Cuijk - Culemborg | | |                                                                                    |  |
| D | | | |                                                                                    |  |
| - Dalfsen - Dantumadiel - De Bilt - De Fryske Marren - De Marne                                                            | - De Ronde Venen - De Wolden - Delft - Delfzijl - Den Helder                                                            | - Deurne - Deventer - Diemen - Dinkelland - Doesburg                                                             | - Doetinchem - Dongen - Dongeradeel - Dordrecht - Drechterland                                         | - Drimmelen - Dronten - Druten - Duiven                                            |  |
| E | | | |                                                                                    |  |
| - Echt-Susteren - Edam-Volendam - Ede - Eemnes - Eemsmond                                                                  | - Eersel - Eijsden-Margraten - Eindhoven - Elburg - Emmen                                                               | - Enkhuizen - Enschede - Epe - Ermelo - Etten-Leur                                                               | |                                                                                    |  |
| - Ferwerderadiel | | | |                                                                                    |  |
| - Geertruidenberg - Geldermalsen - Geldrop-Mierlo - Gemert-Bakel - Gennep                                                  | - Giessenlanden - Gilze en Rijen - Goeree-Overflakkee - Goes - Goirle                                                   | - Gooise Meren - Gorinchem - Gouda - Grave - Groningen                                                           | - Grootegast - Gulpen-Wittem                                                                           |                                                                                    |  |
| H | | | |                                                                                    |  |
| - Haaksbergen - Haaren - Haarlem - Haarlemmerliede en Spaarnwoude - Haarlemmermeer - Halderberge - Hardenberg - Harderwijk | - Hardinxveld-Giessendam - Haren - Harlingen - Hattem - Heemskerk - Heemstede - Heerde - Heerenveen                     | - Heerhugowaard - Heerlen - Heeze-Leende - Heiloo - Hellendoorn - Hellevoetsluis - Helmond - Hendrik-Ido-Ambacht | - Hengelo - 's-Hertogenbosch - Heumen - Heusden - Hillegom - Hilvarenbeek - Hilversum - Hof van Twente | - Hollands Kroon - Hoogeveen - Hoorn - Horst aan de Maas - Houten - Huizen - Hulst |  |
| - IJsselstein | | | |                                                                                    |  |
| - Kaag en Braassem - Kampen - Kapelle - Katwijk - Kerkrade                                                                 | - Koggenland - Kollumerland en Nieuwkruisland - Korendijk - Krimpen aan den IJssel - Krimpenerwaard                     | | |                                                                                    |  |
| L | | | |                                                                                    |  |
| - La Haia (Den Haag) - Laarbeek - Landerd - Landgraaf - Landsmeer                                                          | - Langedijk - Lansingerland - Laren - Leek - Leerdam                                                                    | - Leeuwarden - Leiden - Leiderdorp - Leidschendam-Voorburg - Lelystad                                            | - Leudal - Leusden - Lingewaal - Lingewaard - Lisse                                                    | - Lochem - Loon op Zand - Lopik - Loppersum - Losser                               |  |
| M | | | |                                                                                    |  |
| - Maasdriel - Maasgouw - Maassluis - Maastricht - Marum                                                                    | - Medemblik - Meerssen - Meierijstad - Meppel - Middelburg                                                              | - Midden-Delfland - Midden-Drenthe - Midden-Groningen - Mill en Sint Hubert - Moerdijk                           | - Molenwaard - Montferland - Montfoort - Mook en Middelaar                                             |                                                                                    |  |
| N | | | |                                                                                    |  |
| - Neder-Betuwe - Nederweert - Neerijnen - Nieuwegein - Nieuwkoop                                                           | - Nijkerk - Nijmegen - Nissewaard - Noord-Beveland - Noordenveld                                                        | - Noordoostpolder - Noordwijk - Noordwijkerhout - Nuenen, Gerwen en Nederwetten - Nunspeet                       | - Nuth                                                                                                 |                                                                                    |  |
| O | | | |                                                                                    |  |
| - Oegstgeest - Oirschot - Oisterwijk - Oldambt - Oldebroek                                                                 | - Oldenzaal - Olst-Wijhe - Ommen - Onderbanken - Oost Gelre                                                             | - Oosterhout - Ooststellingwerf - Oostzaan - Opmeer - Opsterland                                                 | - Oss - Oud-Beijerland - Oude IJsselstreek - Ouder-Amstel - Oudewater                                  | - Overbetuwe                                                                       |  |
| P | | | |                                                                                    |  |
| - Papendrecht - Peel en Maas - Pekela - Pijnacker-Nootdorp - Purmerend                                                     | - Putten | | |                                                                                    |  |
| R | | | |                                                                                    |  |
| - Raalte - Reimerswaal - Renkum - Renswoude - Reusel-De Mierden                                                            | - Rheden - Rhenen - Ridderkerk - Rijssen-Holten - Rijswijk                                                              | - Roerdalen - Roermond - Roosendaal - Rotterdam - Rozendaal                                                      | - Rucphen                                                                                              |                                                                                    |  |
| S | | | |                                                                                    |  |
| - Schagen - Scherpenzeel - Schiedam - Schiermonnikoog - Schinnen                                                           | - Schouwen-Duiveland - Simpelveld - Sint Anthonis - Sint-Michielsgestel - Sittard-Geleen                                | - Sliedrecht - Sluis - Smallingerland - Soest - Someren                                                          | - Son en Breugel - Stadskanaal - Staphorst - Stede Broec - Steenbergen                                 | - Steenwijkerland - Stein - Stichtse Vecht - Strijen - Súdwest-Fryslân             |  |
| T | | | |                                                                                    |  |
| - Ten Boer - Terneuzen - Terschelling - Texel - Teylingen                                                                  | - Tholen - Tiel - Tilburg - Tubbergen - Twenterand                                                                      | - Tynaarlo - Tytsjerksteradiel                                                                                   | |                                                                                    |  |
| U | | | |                                                                                    |  |
| - Uden - Uitgeest - Uithoorn - Urk - Utrecht                                                                               | - Utrechtse Heuvelrug                                                                                                   | | |                                                                                    |  |
| V | | | |                                                                                    |  |
| - Vaals - Valkenburg aan de Geul - Valkenswaard - Veendam - Veenendaal                                                     | - Veere - Veldhoven - Velsen - Venlo - Venray                                                                           | - Vianen - Vlaardingen - Vlieland - Vlissingen - Voerendaal                                                      | - Voorschoten - Voorst - Vught                                                                         |                                                                                    |  |
| W | | | |                                                                                    |  |
| - Waadhoeke - Waalre - Waalwijk - Waddinxveen - Wageningen - Wassenaar                                                     | - Waterland - Weert - Weesp - Werkendam - West Maas en Waal - Westerveld                                                | - Westervoort - Westerwolde - Westland - Weststellingwerf - Westvoorne - Wierden                                 | - Wijchen - Wijdemeren - Wijk bij Duurstede - Winsum - Winterswijk                                     | - Woensdrecht - Woerden - Wormerland - Woudenberg - Woudrichem                     |  |
| Z | | | |                                                                                    |  |
| - Zaanstad - Zaltbommel - Zandvoort - Zederik - Zeewolde                                                                   | - Zeist - Zevenaar - Zoetermeer - Zoeterwoude - Zuidhorn                                                                | - Zuidplas - Zundert - Zutphen - Zwartewaterland - Zwijndrecht                                                   | - Zwolle                                                                                               |                                                                                    |  |